# 10178 Iriki
10178 Iriki este un asteroid din centura principală de asteroizi.

## Descriere
10178 Iriki este un asteroid din centura principală de asteroizi. A fost descoperit pe 18 februarie 1996 la Ōizumi de Takao Kobayashi. El prezintă o orbită caracterizată de o semiaxă mare de 2,19 ua, o excentricitate de 0,00 și o înclinație de 2,3° în raport cu ecliptica.